# دوروثي لورانس
دوروثي لورانس (بالإنجليزية: Dorothy Lawrence)‏ (4 أكتوبر 1896 - 4 أكتوبر 1964) كانت مراسلة انجليزية، تظاهرت سراً بأنها رجل لتصبح جنديا خلال الحرب العالمية الأولى. وثقت عن حياتها قبل وبعد هذه التجارب في كتابها الذي صدر عام 1919.

## حياتها
طبعت حياة لورانس بعض التناقضات في نسبها حيث قيل أنها ولدت في هندن، ميدلسكس لابوين غير معروفين. لتكون طفلة غير شرعية، تم تبنيها في طفولتها من قبل حارس كنيسة إنجلترا. في حين ذكر قاموس أكسفورد للسير الوطنية (الذي لم يذكر تفاصيل عن حياتها بعد عام 1919) في وقت نشره عام 1919 أن لورانس ولدت في 4 أكتوبر 1896 في بولزورث وركشير حيث كانت الابنة الثانية لتوماس هارتشورن لورانس وماري جين بيدول.

## المراسلة إبان الحرب
أرادت لورانس أن تكون صحفية، وقد تعزز طموحها بعد أن حققت نجاحًا في نشر بعض المقالات في صحيفة التايمز. عند اندلاع الحرب كتبت إلى عدد من صحف فليت ستريت على أمل أن تكرن مراسلة عن الحرب.
في عام 1915 سافرت لورانس إلى فرنسا حيث تطوعت كموظفة مدنية في مفرزة المعونة الطوعية ولكن تم رفضها. فقررت الدخول إلى منطقة الحرب عبر القطاع الفرنسي كمراسلة مستقلة لكن الشرطة الفرنسية في سينليس ألقت القبض عليها، على بعد ميلين (3.2 كم) من خط الجبهة، وأمرتها بالمغادرة. ورغم ذلك قررت لورانس البقاء حيث قضت الليلة في الغابة على كومة قش
بعد عودتها إلى باريس أدركت لورانس لحظتها فقط أن التمويه هو الحل الأمثل للحصول على القصة التي تريد سردها حيث قالت:
«"سأرى ما يمكن أن تحققه فتاة إنجليزية عادية ، بدون أوراق اعتماد أو مال"».

## الإرث التاريخي
في عام 2003، وجد «ريتشارد بينيت» حفيد «ريتشارد سامسون بينيت» الذي كان أحد الجنود الذين ساعدوا لورانس في فرنسا، ملاحظة لها في ملفات المراسلات الخاصة بمتحف المهندسين الملكي في تشاتام ، كنت. وخلال تحقيق معمق وجد المؤرخ «إيست ساسكس رافائيل ستيبك» رسالة كتبها «السير والتر كيركي» عن لورانس. بعد ذلك وجد المؤرخ العسكري «سيمون جونز» نسخة من كتاب لورانس في متحف المهندسين الملكي بيبدأ جمع الملاحظات بهدف كتابة سيرة ذاتية.
أصبحت قصتها في وقت لاحق جزءا من جناح معرض النساء إبان الحرب في متحف الحرب الإمبراطوري. كما وجد جونز في وقت لاحق أن ادعاءات لورانس بشأن الاغتصاب كانت مقنعة بشكل كافٍ لإدراجها في سجلاتها الطبية، الموجودة في أرشيف لندن متروبوليتان ولكنها غير متاحة للعموم.